# Rinorea monticola
Rinorea monticola (Tul.) Baill. – gatunek roślin z rodziny fiołkowatych (Violaceae). Występuje naturalnie na Madagaskarze i Komorach. 

## Morfologia
PokrójZimozielony krzew.
LiścieBlaszka liściowa ma odwrotnie jajowato lancetowaty lub lancetowaty kształt. Mierzy 7,2–10 cm długości oraz 1–1,6 cm szerokości, jest ząbkowana na brzegu, ma klinową nasadę i ostro spiczasty wierzchołek. Ogonek liściowy jest nagi i ma 10–16 mm długości.
KwiatyZebrane w wiechach wyrastających z kątów pędów. Mają działki kielicha o owalnym kształcie i dorastające do 2 mm długości. Płatki są owalnie podługowate i mają 4 mm długości.